# Roberto Damiani
Roberto Damiani (Trieste, 26 maggio 1943 – Trieste, 11 febbraio 2008) è stato un letterato, critico letterario e politico italiano. È stato nominato Commendatore al merito della Repubblica.

## Biografia
Roberto Damiani nacque a Trieste nel 1943. Si laureò in lettere.
Nel 1981 divenne professore di ruolo di "Letteratura Italiana moderna e contemporanea" presso l’Università degli Studi di Trieste. Dal 1981 al 1987 ebbe la delega di Rettore per le relazioni internazionali ed esterne dell’ateneo. Nello stesso periodo fu direttore del corso di perfezionamento post laurea in Cooperazione allo Sviluppo e compie varie missioni in qualità di esperto del Ministero per gli Affari esteri.  Come critico letterario lavorò prima per il  Messaggero Veneto, poi per il Piccolo di Trieste. Pubblicò vari libri. Scrisse testi per il teatro e la radio. Collaborò con la RAI firmando sceneggiature e conducendo vari programmi culturali. Dal 1994 al 2001 presiedette  il Teatro Stabile di prosa “Domenico Rossetti” del Friuli Venezia Giulia.
L'impegno politico di Damiani iniziò nel 1993 al fianco di Riccardo Illy, sindaco di Trieste,  nella cui giunta fu vicesindaco per l'intera durata dei due mandati. Ricoprì, da tecnico, il ruolo di assessore alla cultura e in seguito quello di assessore allo sport. Nel 2001, venne eletto alla Camera dei Deputati, dove ebbe l’incarico di segretario della commissione Politiche dell’Unione Europea e quello di Presidente del Gruppo misto nella Commissione Cultura. Fu anche presidente dell’associazione ”Governo Civico”, organo esecutivo del Coordinamento Civico Nazionale, la federazione delle liste civiche nazionali.
Nel 2002 gli venne diagnosticata la malattia di Parkinson ma ciò non gli impedì di continuare ancora per alcuni anni il suo lavoro. Morì a Trieste nel 2008, quasi sessantacinquenne. Lasciò un figlio, Demetrio Filippo, nato dal matrimonio con la seconda delle quattro mogli.

## Riconoscimenti
- Nel dicembre del 2007 il sindaco di Trieste, Roberto Dipiazza, gli ha consegnato il sigillo trecentesco della città «quale riconoscimento del suo alto contributo all'amministrazione e alla politica».[8]

## Opere
- La miccia verde saggi di critica letteraria, Trieste, LINT, 1974, OCLC 1068120540.
- Poesie dialettale triestina : Antologia 1875-1975, Trieste, Italo Svevo, 1976, OCLC 604319363.
- Roberto Damiani e Virgilio Giotti, Racconti, Trieste, Italo Svevo, 1977, OCLC 797838057.
- Carlo Sgorlon narratore, Roma, Gremese, 1978, OCLC 475658102.
- Gianni Stuparich, Trieste, Italo Svevo, 1992, OCLC 312078908.
- AA.VV., Nella Trieste di Svevo : l'opera grafica e pittorica di Umberto Veruda (1868-1904) ; Civico Museo Revoltella, Monfalcone, Laguna, 1998, OCLC 886327849.
- In nuovi dolcissimi accordi, Trieste, MGS press, 2000, OCLC 456798000.
- I miei sono solo messaggi nella bottiglia, ai quali si sa … è improbabile la risposta, Padova, Oltremondo, 2008, OCLC 955799752.